# Pequena Nebulosa do Haltere
A Pequena Nebulosa do Haltere (Messier 76, NGC 650/651) é uma nebulosa planetária que tem cerca de 1 ano-luz de diâmetro e está a cerca de 3 a 5 mil anos-luzes da Terra. É reconhecida como uma Nebulosa Planetária assim como seu homônimo mais brilhante, a M27 (a Nebulosa do Haltere).

## Descoberta e visualização

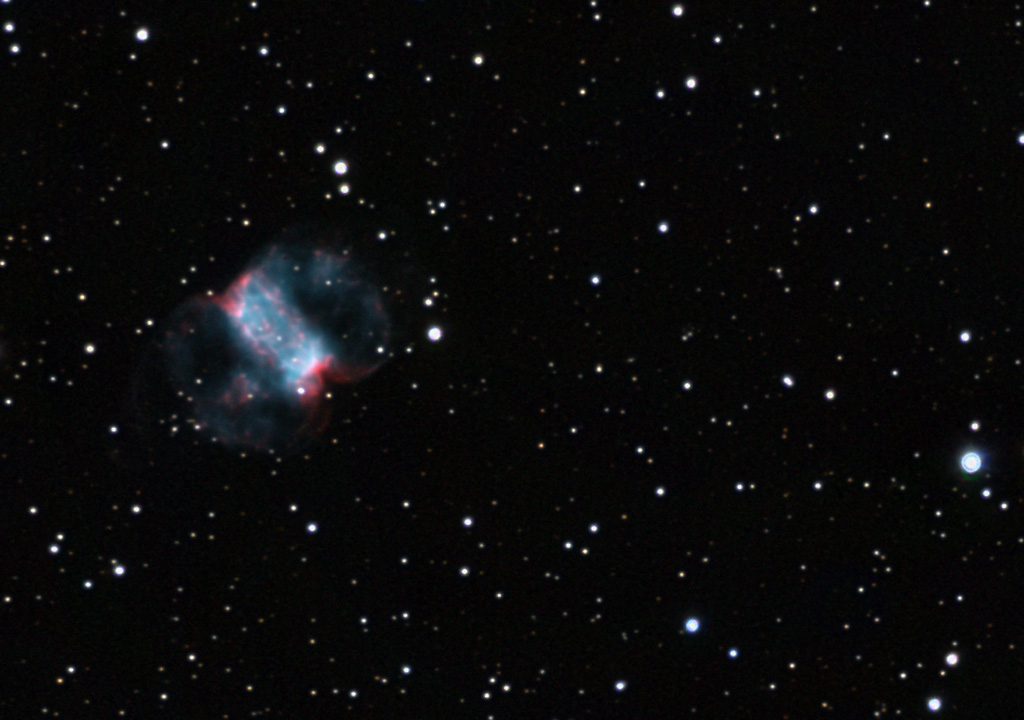
Pequena Nebulosa do Haltere, André Fryns

A nebulosa planetária foi descoberta pelo astrônomo francês Pierre Méchain em 5 de setembro de 1780, sendo catalogado pelo seu colega de observatório, Charles Messier, em 21 de outubro daquele ano. Méchain descreveu-a como uma "nebulosidade sem estrelas", mas Messier descreveu-a como um pequeno grupo de estrelas rodeada por uma nebulosidade. William Parsons chegou a detectar, erroneamente, o que seriam "braços". William Herschel, descobridor de Urano, cogitou que a nebulosa era formada por duas partes, classificando cada uma separadamente em 12 de novembro de 1897, separação que foi continuada no New General Catalogue (NGC).
William Huggins, por meio da espectroscopia, percebeu que o objeto era gasoso e Isaac Roberts, pioneiro da astrofotografia, concluiu que o objeto não era duplo, mas apenas um, possivelmente com a forma de um anel visto equatorialmente. Apenas em 1918 o sistema foi classificado como uma nebulosa planetária, por Heber D. Curtis.

## Características
Sua aparência é semelhante à da nebulosa do Haltere, que justifica seu nome como a "Pequena Nebulosa do Haltere". Parece estar se expandindo a uma taxa de 42 km/s. Embora sua parte brilhante meça apenas 65 segundos de grau, a nebulosa é envolvida por um halo que mede aparentemente 290 segundos de grau, material ejetado em forma de vento estelar pela estrela central, ainda quando era uma gigante vermelha. Atualmente, a estrela central é uma anã branca com temperatura superficial de 60 000 kelvins.
É muito mais brilhante visualmente, com magnitude aparente 9,6, do que fotograficamente, com magnitude aparente 12,2. Isso é explicado pela presença quase que exclusiva de radiação eletromagnética de comprimento de onda no verde (luz verde) produzida pelo oxigênio duplamente ionizado, exatamente a cor que mais sensibiliza os olhos humanos, mas não sensibiliza as chapas fotográficas ou câmeras CCD.
Como outras nebulosas planetárias, sua distância em relação à Terra não é determinada; as estimativas variam entre 1 700 a 15 000 anos-luz. Segundo Kenenth Glyn Jones, sua distância é de 8 200 anos-luz: assumindo esse valor, seu diâmetro real é de cerca de 11,5 anos-luz.

## Galeria

Messier 76, Michael F. Schönitzer, Florian Schlagintweit e Judith Selig
Pequena Nebulosa do Haltere, Michael F. Schönitzer, Florian Schlagintweit e Judith Selig
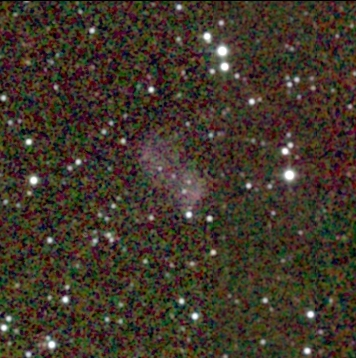
Pequena Nebulosa do Haltere, projeto 2MASS